# Thadikombu
Thadikombu là một thị xã panchayat của quận Dindigul thuộc bang Tamil Nadu, Ấn Độ.

## Nhân khẩu
Theo điều tra dân số năm 2001 của Ấn Độ, Thadikombu có dân số 16.091 người. Phái nam chiếm 50% tổng số dân và phái nữ chiếm 50%. Thadikombu có tỷ lệ 61% biết đọc biết viết, cao hơn tỷ lệ trung bình toàn quốc là 59,5%: tỷ lệ cho phái nam là 70%, và tỷ lệ cho phái nữ là 52%. Tại Thadikombu, 12% dân số nhỏ hơn 6 tuổi.